# Lucas Hufnagel
Lucas Hufnagel (gruz. ლუკას ჰუფნაგელი, ur. 29 stycznia 1994 w Monachium) – gruziński piłkarz grający na pozycji środkowego pomocnika. Od 2015 roku jest piłkarzem klubu SC Freiburg.

## Kariera piłkarska
Swoją karierę piłkarską Hufnagel rozpoczął w amatorskim klubie TSV Milbertshofen. Następnie trenował w juniorach kolejno Bayernu Monachium oraz FC Ingolstadt 04. W 2012 roku został zawodnikiem klubu SpVgg Unterhaching. 6 kwietnia 2013 zadebiutował w nim w 3. Lidze w wygranym 2:1 domowym meczu z Karlsruher SC. W sezonie 2014/2015 stał się podstawowym zawodnikiem Unterhaching.
Latem 2015 roku Hufnagel odszedł z Unterhaching do SC Freiburg, grającego w 2. Bundeslidze. Zadebiutował w nim 15 sierpnia 2015 w przegranym 1:3 domowym spotkaniu z VfL Bochum.
| Sezon   | Klub                  | Kraj   | Rozgrywki      | Mecze | Gole |
| ------- | --------------------- | ------ | -------------- | ----- | ---- |
| 2012/13 | SpVgg Unterhaching    | Niemcy | 3. Liga        | 1     | 0    |
| 2012/13 | SpVgg Unterhaching II | Niemcy | Bayernliga Süd | 21    | 7    |
| 2013/14 | SpVgg Unterhaching    | Niemcy | 3. Liga        | 18    | 1    |
| 2014/15 | SpVgg Unterhaching    | Niemcy | 3. Liga        | 29    | 3    |
| 2015/16 | SC Freiburg           | Niemcy | 2. Bundesliga  |       |      |

## Kariera reprezentacyjna
Hufnagel grał w młodzieżowych reprezentacjach Gruzji na różnych szczeblach wiekowych. W dorosłej reprezentacji Gruzji zadebiutował 11 listopada 2015 roku w przegranym 0:3 towarzyskim meczu z Estonią, rozegranym w Tallinnie.